# Eos-Gletscher
Der Eos-Gletscher ist ein 1 km langer Gletscher mit südlicher Fließrichtung im ostantarktischen Viktorialand. Im östlichen Abschnitt der Olympus Range liegt er zwischen Mount Peleus und Mount Theseus. 
Das New Zealand Geographic Board benannte ihn 1998 nach Eos, der Göttin der Morgenröte aus der griechischen Mythologie.